# Lilium davidii
Lilium davidii là một loài thực vật có hoa trong họ Liliaceae. Loài này được Duch. ex Elwes miêu tả khoa học đầu tiên năm 1877.